# Bello (Hiszpania)
Bello – gmina w Hiszpanii, w prowincji Teruel, w Aragonii, o powierzchni 52,49 km². W 2011 roku gmina liczyła 282 mieszkańców.